# 鈴木マサカズ
鈴木 マサカズ（すずき マサカズ、1973年5月8日 - ）は、日本の漫画家。静岡県出身。京都精華大学卒業。

## 来歴
1996年、大学在学中に『ビッグコミックスピリッツ増刊21』（小学館）にて「DIAL Q」を発表しデビュー
  。
2005年から2006年にかけて『コミックビーム』（エンターブレイン）で、『サルぽんち』と『無頼侍』などを連載。
2010年2月、『モーニング』（講談社）にて、『ラッキーマイン』に引き続き『ダンダリン一〇一』を掲載したが、同年に連載が終了した。間もなく『週刊ヤングマガジン』（同）で『七匹の侍』を掲載した。
2011年に『漫画サンデー』（実業之日本社）で、『最果てサイクロプス』を掲載し、2012年6月に終了した。間もなく『週刊漫画ゴラク』（日本文芸社）で、以前にパイロット版（読切）として掲載された『恋愛の神様』を連載した。
『ビッグコミックスペリオール』（小学館）で2013年7号から『武装島田倉庫』（原作：椎名誠）を、2014年1月に古巣の『コミックビーム』で『鼠』（原作：赤川次郎）の連載を開始した。
2015年39号から、5年ぶりに『モーニング』にて『銀座からまる百貨店 お客様相談室』の連載を開始し、同時に『Dモーニング』の会員として登録した。

## 作品リスト

### 漫画作品
- DIAL Q（『ビッグコミックスピリッツ増刊21』1996年） - 単行本未収録。
- サルぽんち（『コミックビーム』1999年連載開始） - 連載デビュー作。
- 無頼侍（『コミックビーム』 - 2006年連載）
- ブルードッグ・ブルース（『コミックビーム』2003年 - 2004年2月号） - 単行本未収録。
- ラッキーマイン（『モーニング』2008年23号 - 2009年13号）
- ダンダリン一〇一（原作：とんたにたかし、『モーニング』2010年7号 - 35号） - 月一連載。
- 七匹の侍（『週刊ヤングマガジン』2011年4・5合併号 - 34号）
- 最果てのサイクロプス（『週刊漫画サンデー』2011年47号 - 2012年21号）
- 恋愛の神様（『週刊漫画ゴラク』2011年10月28日号 - 2013年3月1日号）
- 武装島田倉庫（原作：椎名誠、『ビッグコミックスペリオール』2013年7号 - 2014年16号）
- 鼠（原作：赤川次郎、『コミックビーム』2014年2月号 - 2015年3月号）
- 町田ほろ酔いめし浪漫 人生の味（『漫画ゴラクスペシャル』連載）
- 銀座からまる百貨店 お客様相談室（原案協力：関根眞一、『モーニング』2015年 - 2016年36・37合併号）
- マトリズム（『週刊漫画ゴラク』2017年6月30日号 - 2020年5月1日号）
- すべっちゃいけない芸人ごはん（原作：ヒデ（ペナルティ）、『たそがれ食堂』vol.19[4] - 連載中）
- 「子供を殺してください」という親たち（原作：押川剛、『月刊コミックバンチ』2017年4月号 - 2024年5月号→『コミックバンチKai』[5]）
- ケーキの切れない非行少年たち（原作：宮口幸治、『くらげバンチ』2020年6月12日[6] - 連載中）
- それでも、親を愛する子供たち（原作：押川剛、作画：うえのともや、新潮社『くらげバンチ』2023年11月21日[7] - 連載中） - 構成担当[7]。
- 教育虐待 ―子供を壊す『教育熱心』な親たち（原作：石井光太、作画：ワダユウキ、『月刊コミックバンチ』2024年5月号[5]→『コミックバンチKai』[5]） - 構成担当[5]。

### 書籍
- 『サルぽんち』エンターブレイン〈ビームコミックス〉、2005年、ISBN 4-7577-2449-7
- 『無頼侍』、エンターブレイン〈ビームコミックス〉2005年 - 2006年、全3巻
- 『ラッキーマイン』、講談社〈モーニングKC〉2008年 - 2009年、全4巻
- 『ダンダリン一〇一』、原作：とんたにたかし、講談社〈モーニングKC〉2010年、全1巻
- 『七匹の侍』、講談社〈ヤンマガKC〉2011年、全3巻
- 『最果てのサイクロプス』、実業之日本社〈マンサンコミックス〉2011年 - 2012年、全2巻
- 『恋愛の神様』日本文芸社〈ニチブンコミックス〉2013年5月18日発売[8]、ISBN 978-4-537-13035-5
- 『武装島田倉庫』、原作：椎名誠、小学館〈ビッグコミックス〉2013年 - 2014年、全4巻
- 『鼠』、原作：赤川次郎、エンターブレイン〈ビームコミックス〉2014年 - 2015年、全2巻
- 『町田ほろ酔いめし浪漫 人生の味』日本文芸社〈ニチブンコミックス〉、2016年2月19日発売[9]、ISBN 978-4-537-13404-9
- 『銀座からまる百貨店 お客様相談室』、原案協力：関根眞一、講談社〈モーニングKC〉2016年、全5巻
- 『「子供を殺してください」という親たち』、原作：押川剛、新潮社〈バンチコミックス〉2017年 - 、既刊17巻（2025年5月9日現在）
- 『マトリズム』、日本文芸社〈ニチブンコミックス〉2017年 - 2020年、全10巻
- 『ケーキの切れない非行少年たち』、原作：宮口幸治、新潮社〈バンチコミックス〉2020年 - 、既刊10巻（2025年2月7日現在）
- 『すべっちゃいけない芸人ごはん』、原作：ヒデ（ペナルティ）、幻冬舎コミックス〈バーズコミックス〉、2023年5月24日発売[10][11]、ISBN 978-4-344-85215-0
- 『それでも、親を愛する子供たち』、原作：押川剛、作画：うえのともや、新潮社〈バンチコミックス〉2024年 - 、既刊2巻（2024年11月9日現在）
- 『教育虐待 ―子供を壊す『教育熱心』な親たち』、原作：石井光太、作画：ワダユウキ、新潮社〈バンチコミックス〉2024年 - 、既刊2巻（2025年2月7日現在）